# Crispendorf
Crispendorf település Németországban, azon belül Türingiában. Lakosainak száma 378 fő (2017. december 31.). Crispendorf Schleiz községgel határos.

## Népesség
A település népességének változása:

| 2017 | 378 |